# Bahnhof Berlin Heidelberger Platz
A Bahnhof Berlin Heidelberger Platz egy S-Bahn állomás Németország fővárosában, Berlinben a Ringbahn vonalán. Az állomás 1883-ban nyílt meg, kezelője a DB Station&Service.

## Története
A Ringbahn állomását, amelyet kezdetben még gőzmozdonyok szolgáltak, 1883. december 15-én nyitották meg Schmargendorf állomásként. Az állomást 1890 és 1892 között bővítették, amelynek során megépült a ma is megmaradt, neoromán stílusú állomásépület és a középső peronhoz vezető, a köznyelvben „üvegházfolyosónak” nevezett összekötő folyosó. A tető kezdetben kétsoros faszerkezetű volt, amelyet az 1920-as években szegecselt acélszerkezet váltott fel. A villamos üzem 1928. november 6-án kezdődött.
A második világháború alatt az állomást nem érte találat a szövetséges bombázóktól, így az 1950-es években szinte az egész állomáskomplexum megmaradt az 1920-as évekbeli állapotában. A nyugat-berlini S-Bahn bojkottja miatt, amelyet a berlini fal felépülése után hirdettek meg Nyugat-Berlinben, az utasszámok csökkentek, és ezzel együtt a bevételek is. Ennek következtében a Reichsbahn, az S-Bahn üzemeltetője a város mindkét felében, csökkentette az üzemeltetés finanszírozását. A javításokat csak vészhelyzetben végezték el, és a kevés személyzetnek sokkal hosszabb munkaidőt adtak. A dolgozók kritikája 1980 szeptemberében csúcsosodott ki, ami szeptember 15. és szeptember 24. között nyílt sztrájkhoz vezetett. A Ringbahn S-Bahn járatait szeptember 17-én este teljesen leállították, és a sztrájk befejezése után sem indították újra.
A járatok felfüggesztése után a létesítmények leromlottak. Az 1980-as években csak az állomásépületet újították fel. Nem sokkal később azonban leégett. A második felújítás után egy diszkó költözött az épületbe.
1989-ben úgy döntöttek, hogy újra megnyitják a Ringbahn vasútvonalat a Westend és Schöneberg állomások között. A politikai változások után a terveket felülvizsgálták, és a kelet-berlini oldalon a Schöneberg és a Baumschulenweg közötti szakaszt is bevonták. A vonalat ezután 1993-ig átfogóan felújították. Az S-Bahn állomást délkeletre, a Mecklenburgische Straße alá helyezték át, hogy az utca másik oldalára is át lehessen jutni, és közvetlen hozzáférést biztosítsanak az alatta lévő metróvonalhoz. Az északi oldalon a lépcsőházat egyenesen az utcára vezették, így az utasokat már nem kellett az állomásépületen keresztül vezetni. Az új névvel, Heidelberger Platz néven 1993. december 17-én került sor az újranyitási ünnepségre.

## Vasútvonalak
- Berlin Ringbahn

## Szomszédos állomások
Az állomáshoz az alábbi állomások vannak a legközelebb:
- Bahnhof Berlin Hohenzollerndamm (Bahnhof Berlin Beusselstraße, S41)
- Bahnhof Berlin Hohenzollerndamm (S42)
- Bahnhof Berlin Hohenzollerndamm (Bahnhof Berlin-Westend, S46)
- Bahnhof Berlin Bundesplatz (S41)
- Bahnhof Berlin Bundesplatz (Bahnhof Berlin Beusselstraße, S42)
- Bahnhof Berlin Bundesplatz (Königs Wusterhausen állomás, S46)

## Forgalom
| Járat | Útvonal | Gyakoriság csúcsidőben |
| ----- | --- | ---------------------- |
| ↻ ↺   | Gesundbrunnen – Schönhauser Allee – Prenzlauer Allee – Greifswalder Straße – Landsberger Allee – Storkower Straße – Frankfurter Allee – Ostkreuz – Treptower Park – Sonnenallee – Neukölln – Hermannstraße – Tempelhof – Südkreuz – Schöneberg – Innsbrucker Platz – Bundesplatz – Heidelberger Platz – Hohenzollerndamm – Halensee – Westkreuz – Messe Nord/ICC – Westend – Jungfernheide – Beusselstraße – Westhafen – Wedding – Gesundbrunnen \|\| 05 percenként                  |                        |
|       | Westend – Messe Nord/ICC – Westkreuz – Halensee – Hohenzollerndamm – Heidelberger Platz – Bundesplatz – Innsbrucker Platz – Schöneberg – Südkreuz – Tempelhof – Hermannstraße – Neukölln – Köllnische Heide – Baumschulenweg – Schöneweide – Betriebsbahnhof Schöneweide – Adlershof – Grünau – Eichwalde – Zeuthen – Wildau – Königs Wusterhausen \|\| 20 percenként |                        |
|       | Warschauer Straße – Schlesisches Tor – Görlitzer Bahnhof – Kottbusser Tor – Prinzenstraße – Hallesches Tor – Möckernbrücke – Gleisdreieck – Kurfürstenstraße – Nollendorfplatz – Wittenbergplatz – Augsburger Straße – Spichernstraße – Hohenzollernplatz – Fehrbelliner Platz – Heidelberger Platz – Rüdesheimer Platz – Breitenbachplatz – Podbielskiallee – Dahlem-Dorf – Freie Universität (Thielplatz) – Oskar-Helene-Heim – Onkel Toms Hütte – Krumme Lanke \|\| 05 percenként |                        |